# Elisa Balsamo
Elisa Balsamo (Cuneo, 27 de fevereiro de 1998) é uma desportista italiana que compete no ciclismo nas modalidades de pista e rota.
Ganhou duas medalhas de bronze no Campeonato Mundial de Ciclismo em Pista, nos anos 2018 e 2020, e cinco medalhas no Campeonato Europeu de Ciclismo em Pista entre os anos 2016 e 2019. Nos Jogos Europeus de 2019 obteve duas medalhas, ouro em perseguição por equipas e bronze em ómnium.

## Medalheiro internacional
| Campeonato Mundial | Campeonato Mundial         | Campeonato Mundial | Campeonato Mundial      |
| Ano                | Lugar                      | Medalha            | Competição              |
| ------------------ | -------------------------- | ------------------ | ----------------------- |
| 2018               | Apeldoorn ( Países Baixos) | Medalha de bronze  | Perseguição por equipas |
| 2020               | Berlim ( Alemanha)         | Medalha de bronze  | Madison                 |
| Jogos Europeus     |                            |                    |                         |
| Ano                | Lugar                      | Medalha            | Competição              |
| 2019               | Minsk ( Bielorrússia)      | Medalha de ouro    | Perseguição por equipas |
| 2019               | Minsk ( Bielorrússia)      | Medalha de bronze  | Omnium                  |
| Campeonato Europeu |                            |                    |                         |
| Ano                | Lugar                      | Medalha            | Competição              |
| 2016               | Saint-Quentin ( França)    | Medalha de ouro    | Perseguição por equipas |
| 2017               | Berlim ( Alemanha)         | Medalha de ouro    | Perseguição por equipas |
| 2017               | Berlim ( Alemanha)         | Medalha de bronze  | Omnium                  |
| 2018               | Glasgow ( Reino Unido)     | Medalha de prata   | Perseguição por equipas |
| 2019               | Apeldoorn ( Países Baixos) | Medalha de bronze  | Perseguição por equipas |

## Palmarés em estrada
2018
- Omloop van Borsele[2]
- Grande Prêmio Bruno Beghelli[3]

2019
- Troféu Maarten Wynants[4]
- 1 etapa do Volta à Califórnia[5]
- Dwars door de Westhoek
- 2.ª no Campeonato da Itália em Estrada
- 1 etapa do Giro delle Marche in Rosa[6]